# Olof Mård
Nils Olof Mård (sinh ngày 31 tháng 1 năm 1989) là một cầu thủ bóng đá người Thụy Điển thi đấu cho Sandvikens IF ở vị trí hậu vệ.